# Euphorbia trigona
Euphorbia trigona — вид квіткових рослин із родини молочайних (Euphorbiaceae).

## Біоморфологічна характеристика
Сукулентна багаторічна рослина (кущ або дерево) заввишки 1–2 метри. Гілки прямовисні, трикутні й тримаються близько до стовбура й мають світло-зелений малюнок на темно-зеленому тлі. 5 мм колючки розміщені парами на хребтах стебла. Листки у формі краплі виростають між двома колючками.

## Ареал
Вид родом із центральної Африки — Ангола, Конго, Габон, Малаві, Заїр; інтродукований до Бангладеш, Індії.
Вид відомий лише в культурі. Квіти ніколи не з'являються. Вважається, рослина втратила здатність квітнути в результаті використання як живоплоту протягом багатьох століть. При цьому розмноження відбувалося живцями й відбиралися тільки найбільш сильні й густі рослини.

## Використання
Це поширена популярна кімнатна рослина. Крім привабливості, цінується здатність довго зберігатися навіть у поганих умовах. Однак, рослина потребує багато світла, тепла, добре дренованого ґрунту та достатнього запасу води й поживних речовин.

Молочний сік подразнює шкіру та слизові оболонки.

## Галерея

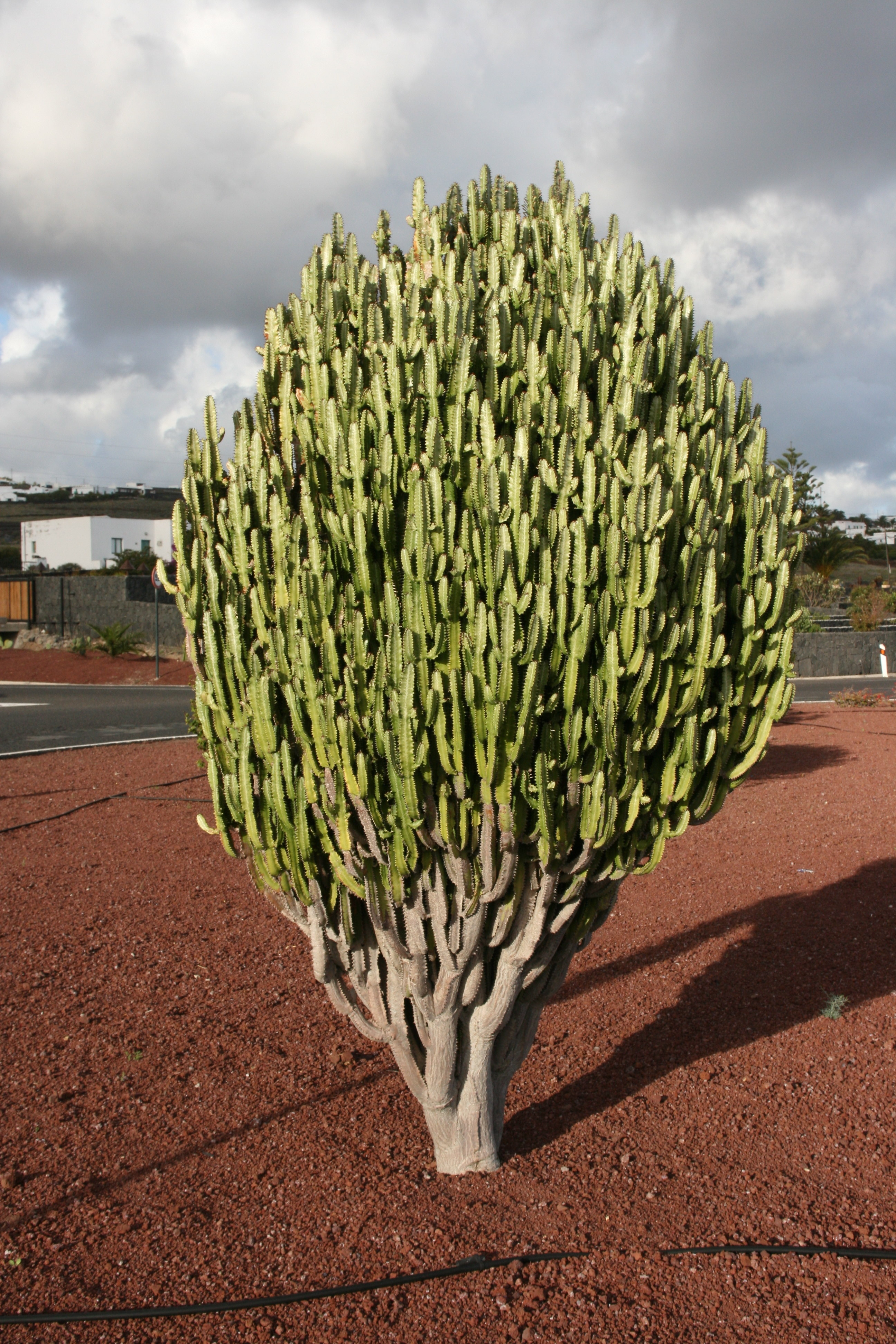
Деревце на Канарських островах
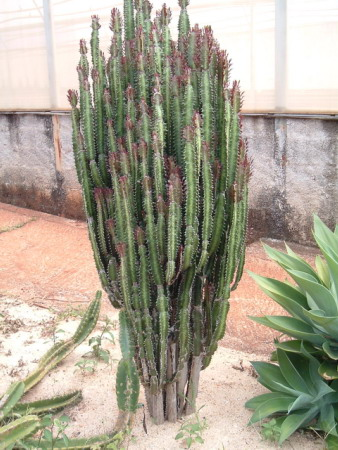
Euphorbia trigona forma rubra
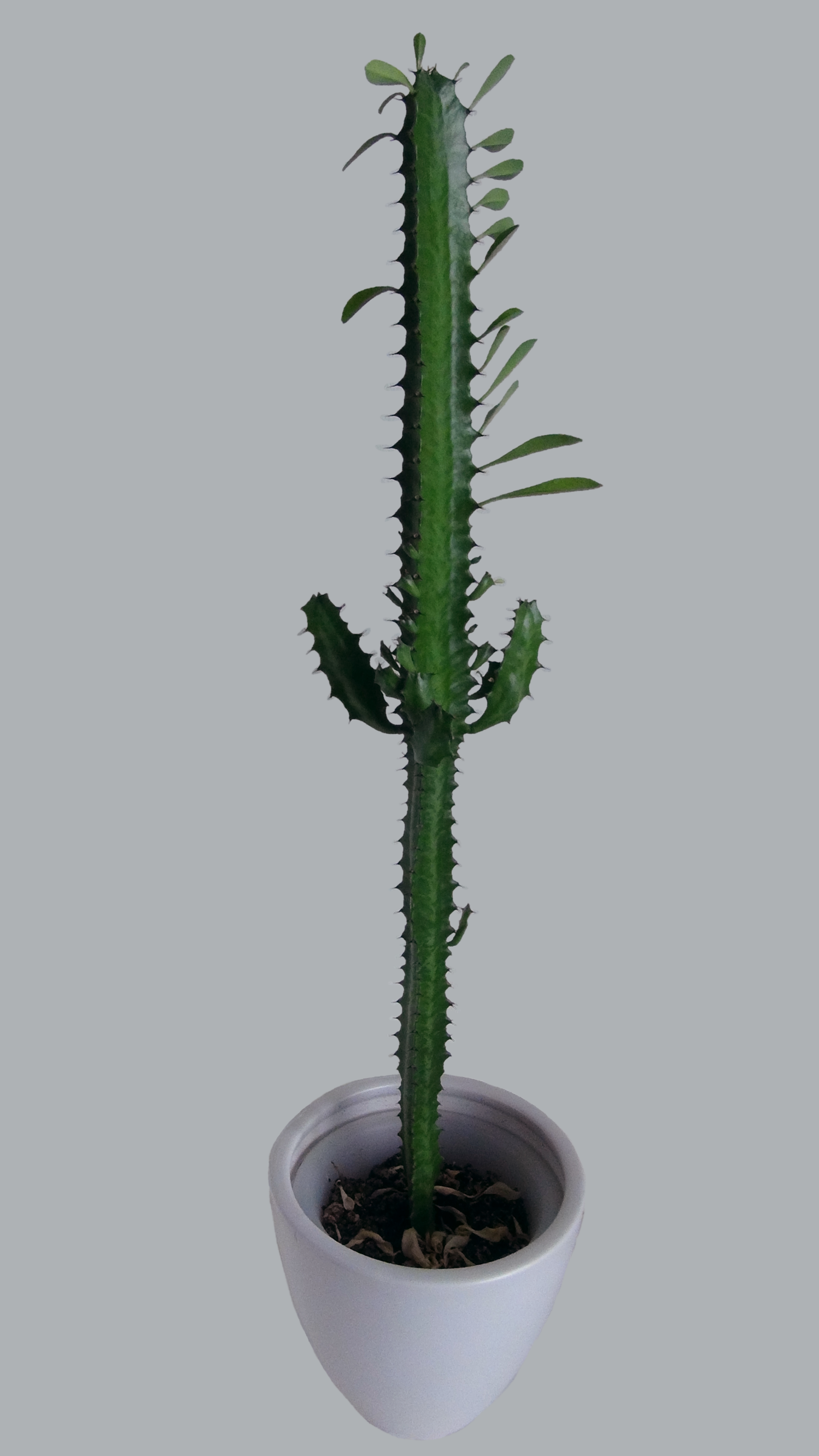
Кімнатна рослина
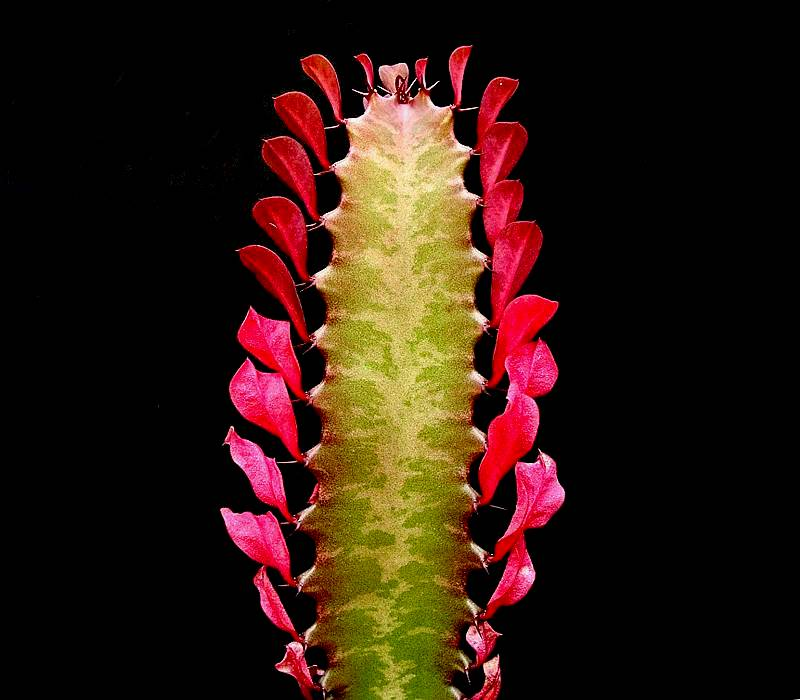
Euphorbia trigona forma rubra — портрет
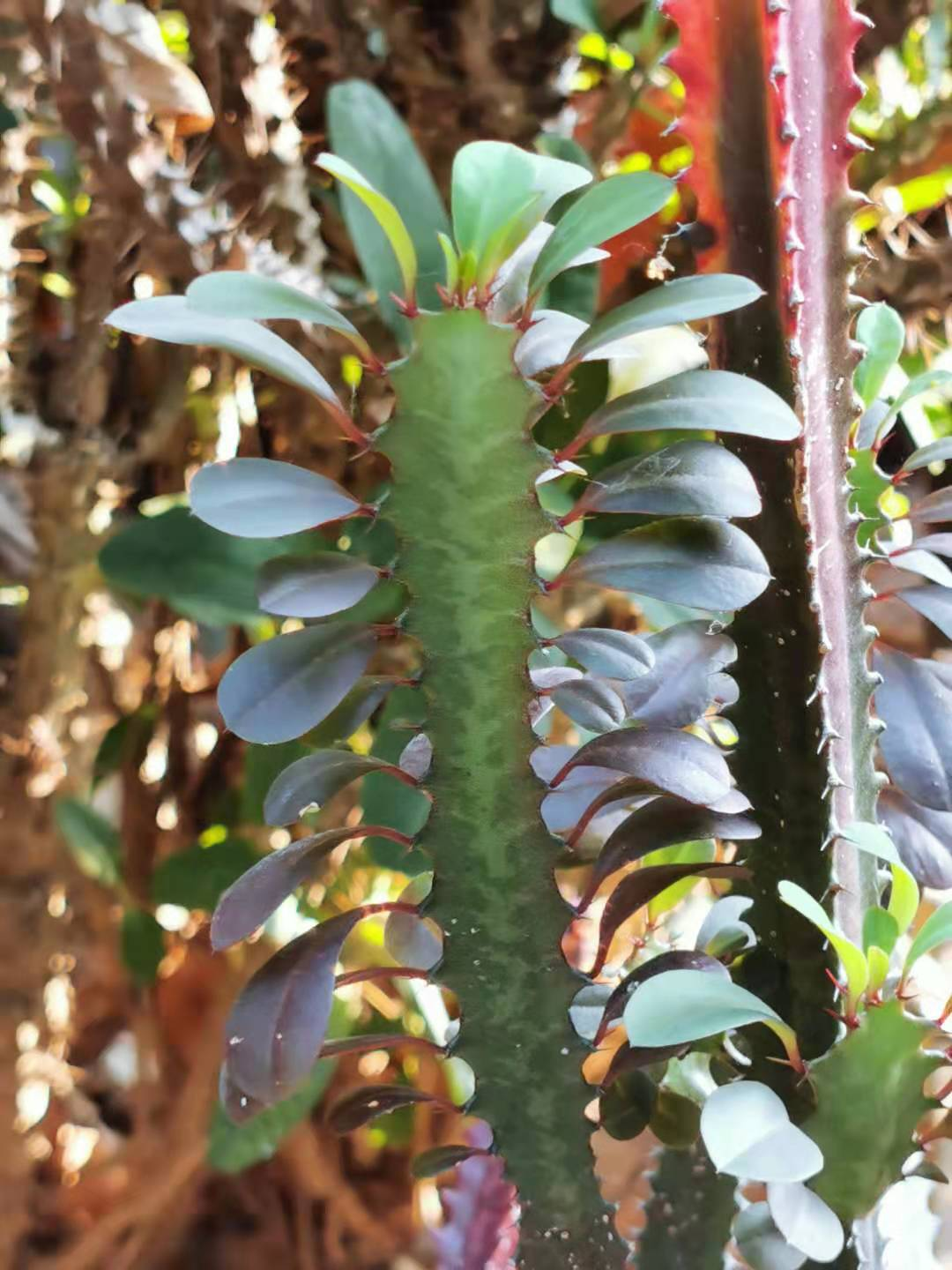
У Ботанічному саду Національного музею природничих наук, Тайчжун, Тайвань.